# Carvaka compressa
Carvaka compressa är en insektsart som beskrevs av Chandrasekhara A. Viraktamath 1998. Carvaka compressa ingår i släktet Carvaka och familjen dvärgstritar. Inga underarter finns listade i Catalogue of Life.